# Hommelstø
Hommelstø est une localité du comté de Nordland, en Norvège.

## Géographie
Administrativement, Hommelstø fait partie de la kommune de Brønnøy.